# Diadumenian
Marcus Opellius Antoninus Diadumenianus eller Diadumenian (død 218) var søn af den romerske kejser Macrinus, der var kejser fra i 14 måneder fra 217 til 218. Han herskede sammen med faderen først med titlen Cæsar, derefter med titlen Augustus.
Diadumenian fik kort tid til at nyde sin position, for romerske legioner stationeret i Syrien gjorde oprør og udråbte Elagabalus som kejser. Da Macrinus blev slået ved Antiochia 8. juni 218, forsøgte Diadumenian at flygte til Parthien, men blev fanget og dræbt. Hans hoved blev skåret af og givet til Elagabalus som trofæ.